# Gong Yoo
Gong Ji-cheol (Koreaans: 공지철; Busan, 10 juli 1979), beter bekend onder zijn artiestennaam Gong Yoo (Koreaans: 공유), is een Zuid-Koreaans acteur. Zijn artiestennaam is een combinatie van de familienaam van zijn vader "Gong" en van de familienaam van zijn moeder "Yoo". Hij is bekend van zijn rollen in de televisiedrama's Coffee Prince (2007), Guardian: The Lonely and Great God (2016-2017), The Silent Sea (2021), Squid Game seizoen 1 (2021) en Squid Game seizoen 2 (2024), en de films Silenced (2011), Train to Busan (2016) en The Age of Shadows (2016).

## Filmografie
Hieronder een selectie van zijn acteercarrière.